# Paravireia typicus
Paravireia typicus is een pissebed uit een nog nader bepalen familie in de superfamilie Sphaeromatoidea. De wetenschappelijke naam van de soort is voor het eerst geldig gepubliceerd in 1925 door Charles Chilton.